# Championnats du monde de pump track
Les championnats du monde de pump track (officiellement UCI Pump Track World Championships) se déroulent chaque année depuis 2018 et sont organisées par Red Bull sous l'égide de l'Union cycliste internationale.

## Historique
En 2009, en marge des championnats du monde de VTT à Canberra, il y a eu un « championnat du monde » non-officiels de pump track organisé en privé mais très compétitif. 
En 2018, Red Bull et Velosolutions organisent le premier championnat du monde officieux Red Bull pump track, dans la discipline du Vélo tout terrain (VTT), l'une des huit disciplines reconnues par l'Union cycliste internationale (UCI). Les Suisses David Graf et Christa von Niederhäusern sont sacrés. Le succès de cet événement a attiré l'attention de l'UCI, qui a décidé d'inclure le pump track à son programme lors de son congrès en septembre 2018.
Les premiers mondiaux UCI on lieu le 19 octobre 2019 au Swiss Bike Park de Köniz-Oberried près de Berne en Suisse. Velosolutions continue d'agir en tant qu'organisateur et Red Bull en tant que sponsor titre. Les Américains Payton Ridenour et Tommy Zula sont les premiers titrés.
En 2023, les mondiaux sont toujours organisée par Velosolutions, mais Red Bull abandonne son rôle de sponsor titre ; l'événement est désormais nommé simplement « Championnats du Monde UCI Pump Track ». Quelques semaines avant l'événement, le lieu des compétitions est déplacé de Neuquén en Argentine à Ötztal en Autriche. 
L'édition 2025 a lieu en Suisse en même temps que les autres disciplines du VTT. L'intégration des compétitions aux championnats du monde globaux de cyclisme est prévue pour 2027 en Haute-Savoie.

## Éditions
| Année | Pays           | Lieu         |
| ----- | -------------- | ------------ |
| 2018  | États-Unis     | Springdale   |
| 2019  | Suisse         | Berne        |
| 2020  | Annulé         | Annulé       |
| 2021  | Portugal       | Lisbonne     |
| 2022  | Chili          | Santiago     |
| 2023  | Autriche       | Ötztal       |
| 2024  | Afrique du Sud | Durban       |
| 2025  | Suisse         | Valais       |
| 2026  |                |              |
| 2027  | France         | Haute-Savoie |

## Palmarès

### Podiums masculins
| Année | Or             | Argent           | Bronze          |
| ----- | -------------- | ---------------- | --------------- |
| 2018  | David Graf     | Eddy Clerté      | Barry Nobles    |
| 2019  | Tommy Zula     | Tristan Borel    | Eddy Clerté     |
| 2020  | Non-disputé    | Non-disputé      | Non-disputé     |
| 2021  | Eddy Clerté    | Philip Schaub    | Thibault Dupont |
| 2022  | Niels Bensink  | Alec Bob         | Thibault Dupont |
| 2023  | Alec Bob       | Mattia Costerman | Eddy Clerté     |
| 2024  | Ryan Gilchrist | Aaron Donald     | Alec Bob        |

### Podiums féminins
| Année | Or                        | Argent           | Bronze                    |
| ----- | ------------------------- | ---------------- | ------------------------- |
| 2018  | Christa von Niederhäusern | Merel Smulders   | Laura Smulders            |
| 2019  | Payton Ridenour           | Nadine Aeberhard | Christa von Niederhäusern |
| 2020  | Non-disputé               | Non-disputé      | Non-disputé               |
| 2021  | Aiko Gommers              | Payton Ridenour  | Christa von Niederhäusern |
| 2022  | Christa von Niederhäusern | Sabina Košárková | Vineta Pētersone          |
| 2023  | Christa von Niederhäusern | Sabina Košárková | Alina Beck                |
| 2024  | Sabina Košárková          | Nadine Aeberhard | Vineta Pētersone          |